# Amilcar Type C 5
Der Amilcar Type C 5 (kurz Amilcar C 5) war ein Pkw der französischen Marke Amilcar. Es gibt auch die Schreibweise Amilcar Type C5.

## Beschreibung
Dieses Modell erschien im Juli 1934 als Nachfolger des Amilcar Type C 3, der seinerseits auf den Amilcar Type C gefolgt war.
Der Vierzylindermotor behielt 59 mm Bohrung und erhielt einen vergrößerten Hub von 85 mm. Das ergab 930 cm³ Hubraum und 5 Cheval fiscal. Der Motor leistete 22 PS.
Der Radstand wurde auf 237 cm verlängert. Die vordere Spurweite blieb bei 106 cm, während die hintere auf 110 cm verbreitert wurde. Das Leergewicht war in einer Quelle mit 540 kg angegeben. Eine andere Quelle gibt je nach Aufbau zwischen 720 kg und 750 kg an.
Die am häufigsten verkaufte Karosseriebauform war eine zweitürige Limousine mit vier Sitzen. Sie hatte einen schräg gestellten Kühlergrill, lange vordere Kotflügel, an der B-Säule angeschlagene Türen, die vorne schräg verliefen, und ein schräges Heck. Sie wurden auch Aerodynamic genannt. Eine andere Quelle nennt zusätzlich Coupé und Cabriolet mit drei Sitzen sowie einen Roadster mit zwei Sitzen. Selten verkauft wurde ein Kastenwagen, den es sowohl mit geradem als auch mit schrägem Kühlergrill gab. Eine Abbildung zeigt kleine runde vordere Kotflügel und gerade Türen, die an der A-Säule angeschlagen waren.
Noch 1934 endete die Produktion. Dieses Modell sowie die beiden Vorgängermodelle werden gelegentlich zusammengefasst als 5 CV bezeichnet. Zwischen 1932 und 1934 entstanden 2456 Fahrzeuge dieser drei Modelle. Auf den Type C 5 entfielen nur etwa 200 Fahrzeuge.